# Margarita (còctel)
El margarita és el més comú dels còctels fets amb tequila, suc de llimona, suc de llima dolça i triple sec. Una variant molt comuna és servir-lo amb sal a les vores de la copa. Es classifica com un dels còctels daisy (“margarida” en anglès),  fets combinant un aiguardent, suc de cítrics i un licor com a edulcorant.

## Origen
No hi ha certesa respecte l'origen d'aquest còctel. El primer registre d'afegir Tequila a un Còctel és a Mèxic el 1934. Per a alguns els primers còctels margarita datarien de la dècada de 1940 fets a Ciudad Juárez o Acapulco (Mèxic) mentre per a altres seria originari de Beverly Hills, Califòrnia, a la dècada de 1950.

## Variacions
- 2:1:1 = (50% tequila, 25% Triple Sec, 25% de suc fresc de llima o llimona)
- 3:2:1 = (50% tequila, 33% Triple Sec, 17% de suc fresc de llima o llimona)
- 3:1:1 = (60% tequila, 20% Triple Sec, 20% de suc fresc de llima o llimona)
- 1:1:1 = (33% tequila, 33% Triple Sec, 33% de suc fresc de llima o llimona)

L'estàndard oficial de l'Associació Internacional de Bàrmans és:
- 7:4:3 = (50% tequila, 29% Triple Sec, 21% de suc fresc de llima o llimona)

Aquesta beguda se serveix normalment sacsejada amb gel (on the rocks), o mesclat amb gel (margarita glaçat). Les margarites sovint contenen un edulcorant addicional o poden ser fetes amb suc de llima embotellat que ja conté sucre.

### Altres ingredients
En lloc de triple sec, es poden fer servir altres licors fets amb taronja com Cointreau o Curaçao. Les llimes dolces que es fan servir als Estats Units i Mèxic són d'espècies diferents. Es poden fer margarites afegint altres fruites com la maduixa el mango o el meló, entre d'altres.